# Peter Jepsen (tingskriver)
 For alternative betydninger, se Peter Jepsen. (Se også artikler, som begynder med Peter Jepsen)
Peter Jepsen (15. februar 1799 i Rinkenæs – 17. maj 1869 sammesteds) var en dansk tingskriver og stænderdeputeret.
Han var søn af gårdejer i Rinkenæs og tingskriver i Lundtoft Herred Hans Jepsen (8. august 1761 - 17. februar 1837) og Ingeborg født Thaysen (30. januar 1772 - 4. april 1830). Efter at have overtaget sin fædrenegård blev han 1827 adjungeret faderen i dennes embede og udnævntes 1837 efter hans død til tingskriver. 1841 valgtes han til stænderdeputeret for 5. landvalgdistrikt og var i samlingerne 1842, 1844 og 1846 et trofast medlem af det danske mindretal. 1848 måtte han forlade sit embede og blev i maj 1849 konstitueret som tingskriver i Nordborg, overtog i efteråret 1850 atter sit embede i Lundtoft Herred og var i nogen tid tillige konstitueret som tingskriver i Nybøl Herred. 1856 udnævntes han til kancelliråd. 1864 var han flere gange arresteret af preusserne, blev i april suspenderet af de fremmede civilkommissærer og efter freden afskediget af den danske regering. 1868 solgte han sin gård, som i mindst 200 år var gået i arv i hans slægt fra fader til søn, og flyttede til København.
Han var to gange gift: 1. gang (29. august 1827) med Henriette født Clausen, en præstedatter fra Adelby (død 7. februar 1841), 2. gang (25. februar 1842) med Ingeborg Christine født Thaysen, en gårdmandsdatter fra Rinkenæs (19. maj 1811 - 23. januar 1885). Han døde 17. maj 1869 under et besøg i Rinkenæs.